# Silnycia (wieś)
Silnycia (ukr. Сільниця, pol. hist. Sielnica) – wieś na Ukrainie, w obwodzie winnickim, w rejonie tulczyńskim.
Do drugiej połowy XVIII w. była to wieś należąca do majątku Potockich z siedzibą w Tulczynie. Wydzielono ją z niego wraz z okolicznymi włościami na potrzebę posagu dla Oktawii Potockiej (1786-1842), córki Stanisława Szczęsnego Potockiego (1751-1805). Mężem Oktawii został Jan Nepomucen Świejkowski (1762-1837). Od Swiejkowskich majątek kupili Szuszkiewiczowie herbu Sieniuta. Córka Jana Szuszkiewicza, Tekla (zm. 1944), wyszła za mąż za Donata Dawidowskiego herbu Prus III i wniosła mu Sielnicę jako wiano.  Około 1900 r. Donat Dawidowski wzniósł w miejscowości pałac w stylu neogotyckim. Pałac obecnie nie istnieje.